# August Effert
August Effert (* 1801 in Stettin, Provinz Pommern, Königreich Preußen; † 13. Juni 1870) war ein deutscher Buchhändler und Verleger in Berlin.

## Leben
August Effert arbeitete seit 1815 als Gehilfe in der Nicolaischen Buchhandlung in Stettin. 1820 holte ihn der Inhaber Daniel Parthey an den Hauptsitz in Berlin.
Von 1824 bis 1826 bildete August Effert mit Theodor Hildebrandt, Julius Hübner, August Hübner und Hermann Lengerich den schöngeistigen Freundschaftsbund Pentadelphie. Sie trafen sich regelmäßig im Verlagshaus in der Brüderstraße und tauschten sich  intensiv über verschiedene Bereiche der Kunst und Literatur aus.
1827 wurde August Effert Prokurist des Unternehmens.
1866 erwarb er es und führte es als Nicolaische Verlagsbuchhandlung (A. Effert & L. Lindtner) mit Ludwig Lindtner weiter.
Nach seinem Tod übernahm 1872 der Schwiegersohn Rudolf Stricker, der die Tochter Clara Effert  geheiratet hatte, seine Anteile.